# 韦斯特霍普 (北达科他州)
韦斯特霍普（英語：Westhope），是美国北达科他州博蒂諾縣下属的一座城市，距離美加邊境約10公里。根据2010年美国人口普查，该市有人口429人。2011年估计该市有人口430人，相对于2010年，增长率为0.23%。